# Magnetokardiogramm
Das Magnetokardiogramm (abgekürzt MKG) ist die Aufnahme und Darstellung des Magnetfeldes des Herzens, das durch die elektrophysiologische Aktivität der Herzmuskelzellen entsteht. Die Aufnahme erfolgt in der Regel mit hoch empfindlichen Magnetfeldsensoren, so genannten SQUIDs. Die Aufnahme des Magnetokardiogramms ist berührungslos, nicht invasiv und rein passiv. Der Körper wird während der Messung keiner Energie und keiner Strahlung ausgesetzt.
Das Magnetfeld des Herzens entspricht exakt seiner elektrophysiologischen Erregung. Da jedoch die Magnetfeldlinien im Gegensatz zu den elektrischen Signalen durch das Körpergewebe nur marginal beeinflusst werden, ist ein sehr exakter Rückschluss auf die elektrophysiologische Funktion des Herzmuskels möglich.

## Vorteile
- Durch die Erfassung des Magnetfeldes können auch Wirbelströme innerhalb des Herzmuskels dargestellt werden, die mit einem Oberflächen-EKG nicht aufgenommen werden können.
- Die Erfassung ist sehr einfach und komfortabel, da keine Elektroden angebracht werden müssen, keine Kontrastmittel notwendig sind und der Patient sich nicht einmal entkleiden muss.

## Nachteil
Die Magnetfelder des Herzens sind sehr schwach, sie liegen im Bereich von ca. 20 bis 80 Picotesla. Zum Vergleich: Das Erdmagnetfeld ist in Mitteleuropa mit ca. 48 µT etwa eine Million Mal stärker. Deshalb müssen externe Störungen sorgfältig abgeschirmt und unterdrückt werden.